# Nmap
Nmap är en fri portskanner. Den används för att upptäcka tjänster eller servrar i ett datornätverk, och kan därför användas för att utvärdera den nätverkstekniska säkerheten i datorer.
Typiskt används Nmap för att se på vilka TCP-portar som olika datorer svarar på. Nmap kan i vissa fall ta reda på vilken servermjukvara som körs på den porten, och göra en kvalificerad gissning på vilket operativsystem som körs på måldatorn.
Nmap finns för flera olika operativsystem. Programmet självt är kommandoradsbaserat, men det finns flera olika grafiska användargränssnitt som kan underlätta användandet.

Nmap används av Trinity i filmen Matrix när hon ska hacka ett elnät.